# Jean Besseyrias
Jean Besseyrias est un peintre-verrier français, né le 11 septembre 1846 à Ambert, où il est mort le 23 février 1942.

## Biographie
Jean Besseyrias a d'abord été un collaborateur dans l'atelier d'Émile Thibaud où se sont aussi formés Joseph Villiet et Guillaume Fabre. Son atelier est repris par Félix Gaudin en 1879. Après la retraite d'Émile Thibaud, il s'établit successivement à Rodez, dans l’Aveyron, puis à Périgueux en Dordogne en 1871 où il fonde un atelier au 4 rue Icarie. Il s'installe ensuite à Ambert, dans le Puy-de-Dôme en 1884. À Rodez, il a travaillé en association avec Claude Grenade en 1870. Ce dernier le rejoint à Ambert en 1884.

## Œuvres

### Vitraux pour les édifices religieux

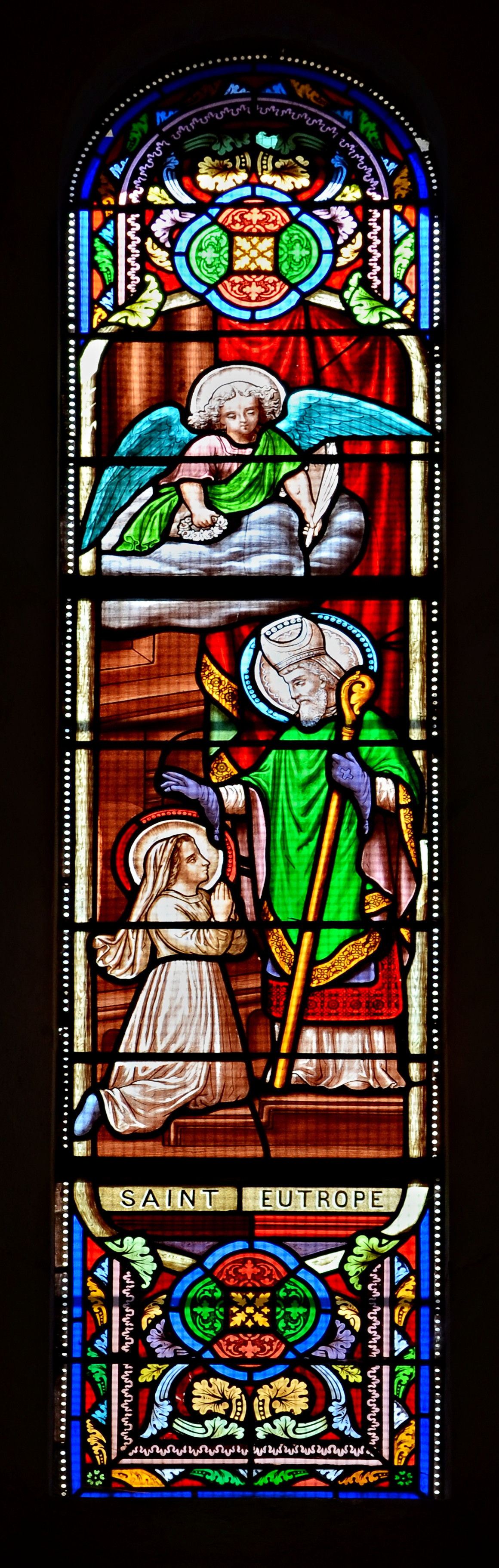
Vitrail de saint Eutrope,
Église Saint-Cyr et Sainte-Julitte des Mathes.

La plus grande partie de la production de l'atelier  de Jean Besseyrias se trouve en Dordogne, surtout avant la Première Guerre mondiale.
- Aveyron
  - Église Sainte-Marie de Nant. verrière d'axe représentant sainte Marie-Madeleine portant les signatures de Jean Besseyrias et de Claude Grenade qui ont travaillé ensemble à Rodez.

- Charente :
  - Église Saint-Pierre de Longré. Vitrail avec Joseph menuisant avec Jésus, saint Henri et sainte Marthe. Sa signature n'apparaît que sur deux vitraux, mais il a probablement réalisé tous les vitraux sans signature .

- Charente-Maritime :
  - Église Sainte-Catherine à La Flotte-en-Ré. Onze vitraux réalisés à Périgueux entre 1876 et 1878[3].
  - Église Saint-Pierre de Lozay : vitrail représentant Jésus menuisant avec Joseph et vitrail se saint Henri et sainte Marthe[4].
  - Église Saint-Pierre de Lussant. Plusieurs vitraux réalisés à Ambert.
  - Église Saint-Cyr et Sainte-Julitte des Mathes. Dix vitraux réalisés vers 1871, dont les verrières sainte Germaine et saint Eutrope.
  - Église Saint-Sixte de Muron. Il a probablement réalisé à Ambert, dix des vitraux.
  - Église Saint-Georges de Saint-Georges-de-Longuepierre[5]
  - Église Saint-Martin à Saint-Martin-de-Ré. Cinq vitraux.
  - Église Saint-Martin de Salles-sur-Mer. Vitrail de saint Joseph et l'Enfant Jésus de 1876.
  - Église Saint-Étienne de Tonnay-Charente : vitrail de l'apparition de Jésus à Marguerite-Marie signé Besseyrias, mais il a probablement réalisé tous les vitraux de l'église.

- Corrèze
  - Église de Segonzac.
  - Église Saint-Hippolyte à Yssandon.

- Dordogne :
  - Église Notre-Dame-de-la-Nativité de Beaupouyet.
  - Église Notre-Dame de Moncuq, à Belvès. Vitrail de sainte Catherine.
  - Chapelle Notre-Dame de Capelou à Belvès.
  - Église Saint-Sulpice du Bugue. 27 vitraux réalisés entre 1874 et 1876 illustrant des scènes des évangiles et des vies de saints, dont un vitrail représentant le baptême, le mariage et le départ de saint Alexis[6].
  - Église Saint-Pierre-ès-Liens du Buisson-de-Cadouin
  - Église Saint-Saturnin de Chalagnac.
  - Église Saint-Pierre-ès-Liens, à Chantérac.
  - Chapelle Notre-Dame-du-Pont à Coulaures.
  - Église Saint-Barthélémy à Creyssac.
  - Église Saint-Martin à Daglan.
  - Église Notre-Dame-de-l'Assomption de Domme.
  - Église Saint-Pierre-ès-Liens à La Douze.
  - Église Saint-Vincent à Douzillac.
  - Église Saint-Pierre-ès-Liens, à Dussac. Vitrail du transept.
  - Église Saint-Martin à Festalemps.
  - Église Saint-Jacques à Gabillou.
  - Église Saint-Pierre-ès-Liens, à Jumilhac-le-Grand. Le vitrail central du chœur représente saint Aubin et saint Eusice.
  - Église Saint-Jean-Baptiste, à Mazeyrolles
  - Église Saint-Dominique de Monpazier. Vitrail avec trois lancettes représentant saint Paul avec une épée, Jésus au Sacré-Cœur et saint Pierre avec les clés, réalisé en 1879 à Périgueux.
  - Chapelle funéraire des Montardy à Montignac-Lascaux[7]
  - Église Saint-Joseph à Moulin-Neuf.
  - Église Sainte-Croix, à Nanthiat. Vitraux de la tribune et du chœur.
  - Église Saint-Sauveur de Payzac[8].
  - Église Saint-Georges à Périgueux. Deux verrières d'évêques de Périgueux.
  - Église Saint-Félix à Saint-Félix-de-Bourdeilles.
  - Église Saint-Front à Saint-Front-d'Alemps.
  - Église Saint-Front à Saint-Front-de-Pradoux.
  - Église Saint-Jean-Baptiste de Saint-Jean-d'Eyraud : vitrail de 1875 représentant Marie foulant un serpent surmontée du Sacré-Cœur.
  - Église Saint-Georges à Saint-Jory-las-Bloux. Vitrail représentant saint Georges combattant le dragon.
  - Église Saint-Laurent de Saint-Laurent-la-Vallée : deux vitraux.
  - Église Saint-Léonce à Saint-Léon-sur-l'Isle.
  - Église Saint-Méard à Saint-Méard-de-Drône. Vitrail de 1874 représentant saint Henri.
  - Église Saint-Sulpice à Saint-Sulpice-de-Mareuil (Mareuil-en-Périgord) : vitrail de saint Sulpice.
  - Église Saint-Pierre-ès-Liens à Siorac-en-Périgord : vitrail de saint Pierre.
  - Église Saint-Marcel de Sireuil : vitrail Sancta Dei Genitrix.
  - Église Saint-Pierre-et-Saint-Paul à Sourzac.
  - Église Notre-Dame-de-l'Assomption de Veyrines-de-Vergt.
  - Église Saint-Vaast de Villac.

- Haute-Vienne 
  - Église Saint-Martin d'Isle. Vitrail représentant saint Étienne.

- Puy-de-Dôme
  - Église Saint-Joseph de Grandrif.
  - Église Saint-Gervais-Saint-Protais de Saint-Gervais-sous-Meymont[9]. Vitraux du chevet réalisés à Ambert en 1896.
  - Église Saint-Julien de Vertolaye. Deux vitraux réalisés dans l'atelier d'Ambert en 1894 : l'Apparition du Sacré-Cœur à Marguerite-Marie Alacoque, Annonciation[10], et une verrière représentant la charité de saint Martin[11].
  - Église Saint-Bonnet de Saint-Bonnet-près-Riom. Vitrail sur la Grande Guerre avec sainte Victoire, 1920.

### Vitraux pour les bâtiments civils
- Deux vitraux pour l’Hôtel du comte de Fayolle en 1894, à Périgueux.